# Blauwzwarte houtbij
De blauwzwarte houtbij (Xylocopa violacea) is een insect uit de onderfamilie houtbijen (Xylocopinae). De soort lijkt op een grote vlieg, maar is een solitaire bij, een bij die geen nest kent met een koningin en werksters.
De blauwzwarte houtbij wordt twee tot bijna drie centimeter lang en is alleen al aan de grootte te herkennen. Ook de kleur is opmerkelijk voor een bij; zwart met een sterk iriserende paarse glans. Met name in het zonlicht lijkt het insect eerder paars dan zwart van kleur, vooral de vleugels. Op de foto is deze kleur echter niet goed te zien. Het lichaam is vrij sterk behaard, vooral de poten, en de twee antennes hebben een duidelijke knik. Mannetjes zijn van vrouwtjes te onderscheiden door een lichter deel aan de bovenzijde van de antennes.

## Algemeen
Het is een van de grootste soorten bijen in Europa, en leeft voornamelijk in het centrale en zuidwestelijke deel van dit continent; in Nederland en België is de soort zeldzaam, maar wordt sinds het begin van de 21ste eeuw vaker aangetroffen, vermoedelijk als gevolg van de opwarming van de aarde. Ondanks de grootte is deze solitaire soort niet agressief en steekt alleen in uiterste nood, en dan alleen de vrouwtjes, want mannetjes hebben geen angel. Zowel de mannelijke als de vrouwelijke houtbij overwinteren om in het voorjaar te paren. De mannetjes jagen andere mannetjes weg en achtervolgen vrouwtjes om mee te paren; hierdoor letten ze niet op de omgeving en botsen overal tegenaan.

## Ontwikkeling
De eitjes worden afgezet in dood hout, echter geen rottend dood hout maar pas afgestorven bomen die nog een harde structuur hebben. Geschikte houtsoorten zijn lariks, pruim, kers en berk. Het vrouwtje graaft lange nesttunnels die 30 centimeter lang kunnen zijn en stouwt het einde vol met nectar en stuifmeel als voedsel voor de larve. Op iedere voedselvoorraad wordt een eitje afgezet, de eitjes worden in aparte kamertjes afgezet en gescheiden door schotjes van fijngeknaagd hout. Omdat ook houten delen van huizen, kunstvoorwerpen en andere voorwerpen als nestplaats geschikt zijn, richt de bij soms schade aan met het knagen aan het hout. Nadat de eitjes zijn afgezet verlaat de bij het nest en gaat haar eigen gang. De volwassen bijen eten stuifmeel en nectar en zijn van maart tot september te zien op bloemrijke plaatsen.